# Serécourt
Serécourt ist eine französische Gemeinde mit 100 Einwohnern (Stand: 1. Januar 2022) im Département Vosges in der Region Grand Est. Sie gehört zum Arrondissement Neufchâteau und zum Gemeindeverband Les Vosges côté Sud-Ouest. Die Bewohner werden Serécourtois und Serécourtoises genannt.

## Geografie

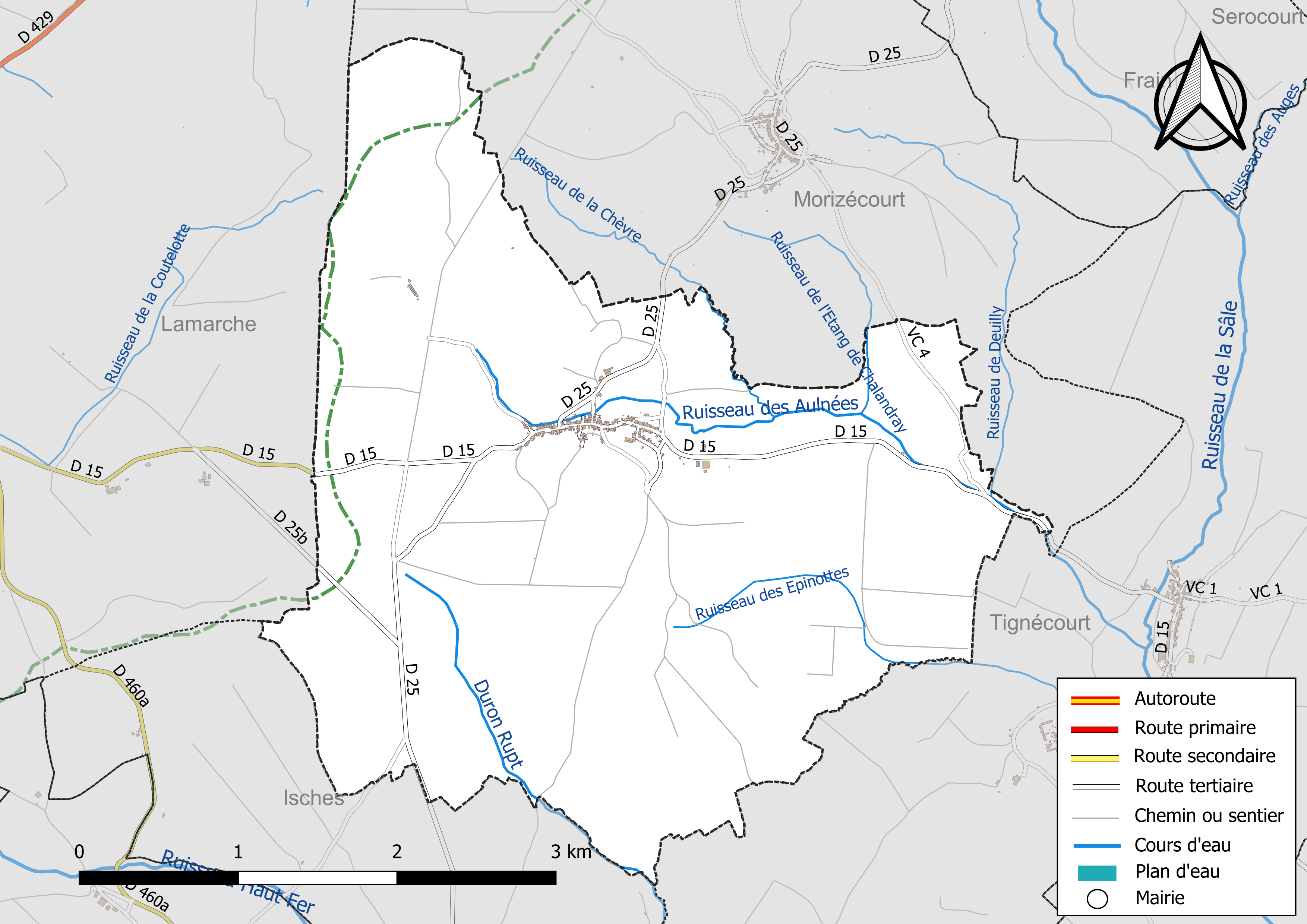
Gewässer und Straßen der Gemeinde

Die Gemeinde Serécourt liegt im äußersten Südwesten Lothringens, etwa 18 Kilometer südwestlich von Vittel und etwa 49 Kilometer westsüdwestlich von Épinal. Mehr als zwei Drittel der Fläche der Gemeinde wird landwirtschaftlich genutzt, der Waldanteil beträgt 26,7 %. Drei Kilometer nordwestlich von Derécourt verläuft die Rhein-Rhône-Wasserscheide. Hier liegt mit dem Heuyon (487 m) eine der höchsten Erhebungen zwischen dem Plateau von Langres und den Vogesen. Die Gemeinde wird durch die Flüsse Duron Rupt, den Ruisseau des Aulnées, den Ruisseau de Deuilly, den Ruisseau de la Chèvre, den Ruisseau de l’Etang de Chalandray und den Ruisseau des Epinottes entwässert. Nachbargemeinden von Serécourt sind Morizécourt im Norden, Tignécourt im Osten, Isches im Süden sowie Lamarche im Westen.

## Bevölkerungsentwicklung
| Jahr      | 1962 | 1968 | 1975 | 1982 | 1990 | 1999 | 2011 | 2022 |
| Einwohner | 211  | 197  | 190  | 163  | 125  | 103  | 120  | 100  |

Im Jahr 1831 wurde mit 779 Bewohnern die bisher höchste Einwohnerzahl ermittelt. Die Zahlen basieren auf den Daten von cassini.ehess und INSEE.

## Sehenswürdigkeiten
- Kirche Sainte-Pétronille-et-Saint-Mansuy mit Ursprüngen aus dem 12. Jahrhundert, seit 1926 als Monument historique eingeschrieben
- Lavoir und Waschplatz
- Kapelle Notre-Dame-de-Deuilly
- Herrenhaus „Maison Barthélemy“ aus dem 16. Jahrhundert, seit 1993 als Monument historique eingeschrieben

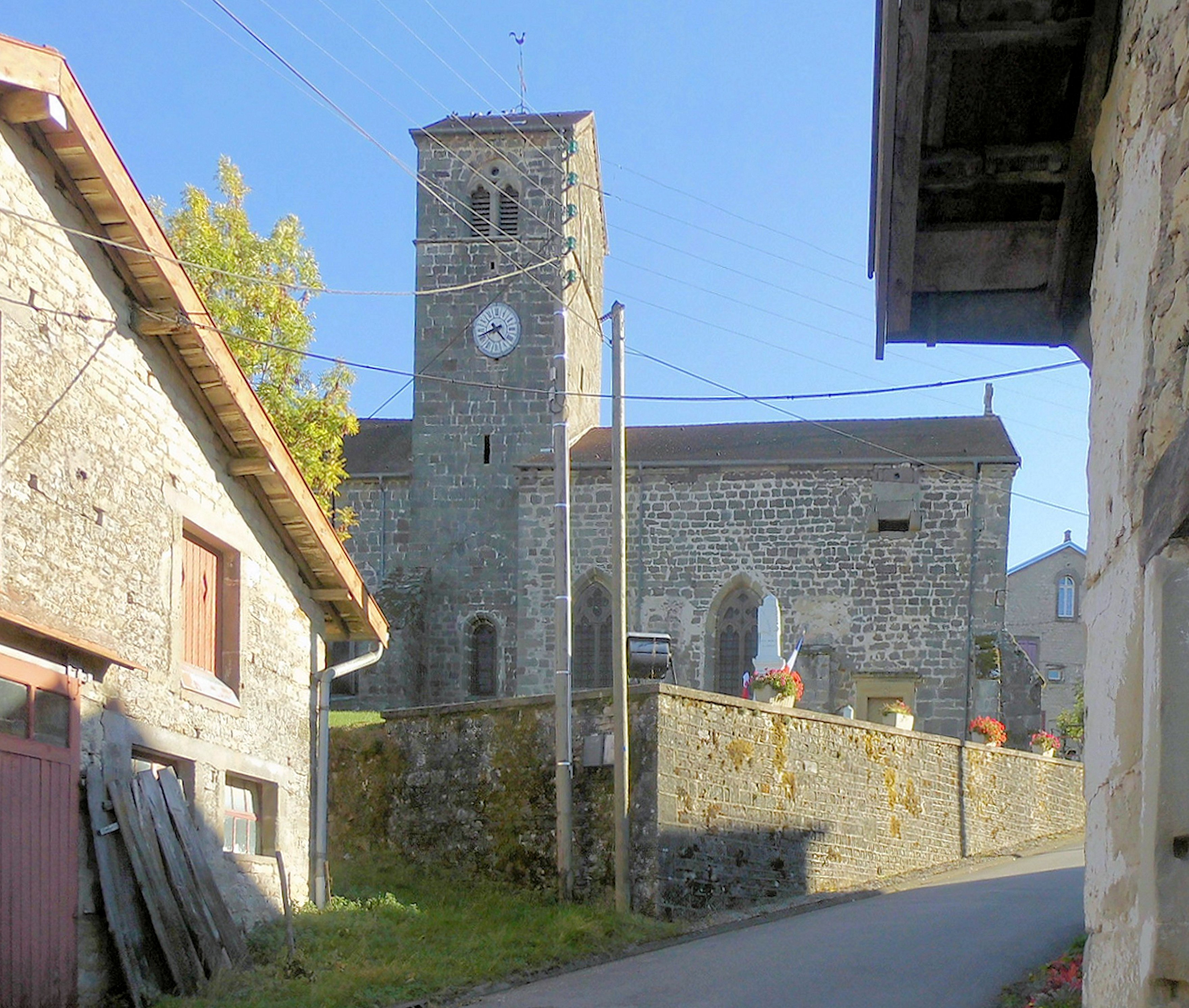
Kirche St. Petronilla und St. Mansuetus
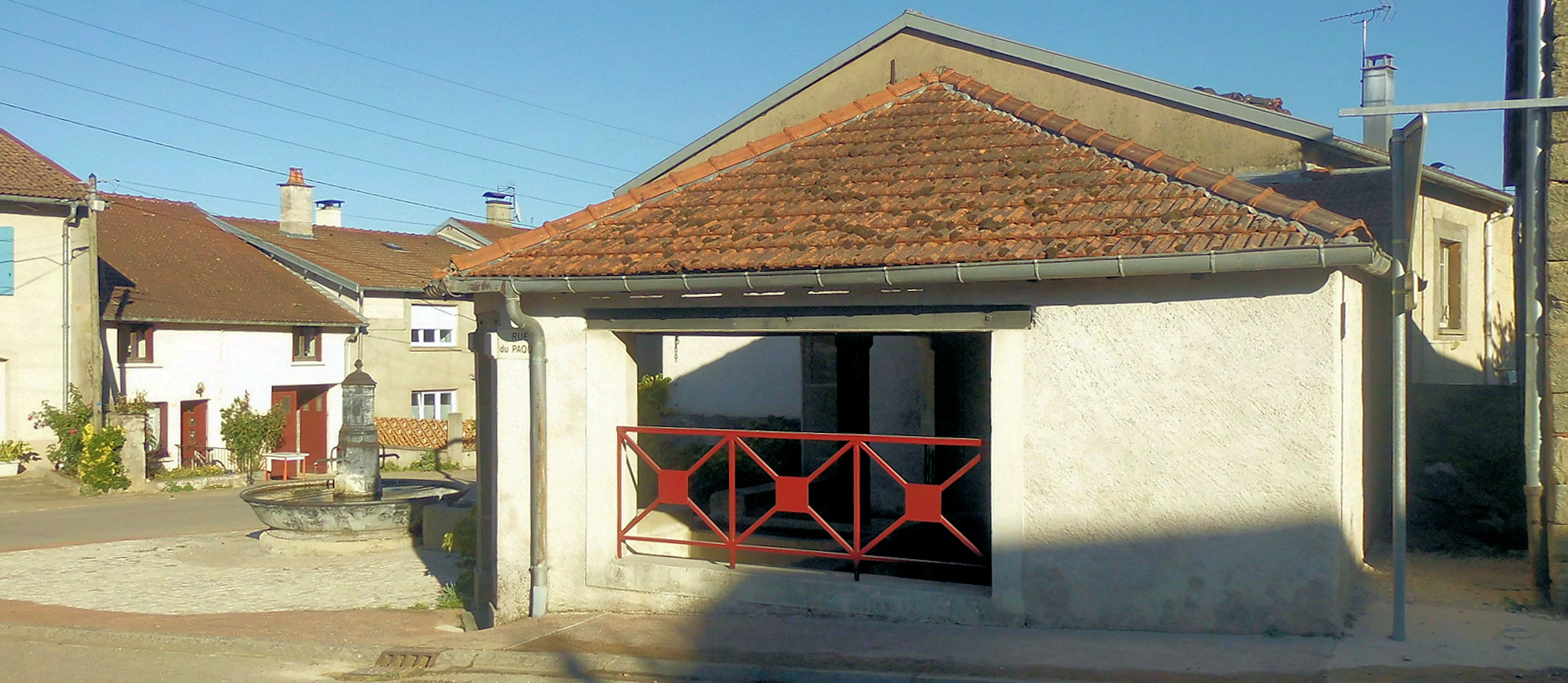
Lavoir in der Rue du Paquis
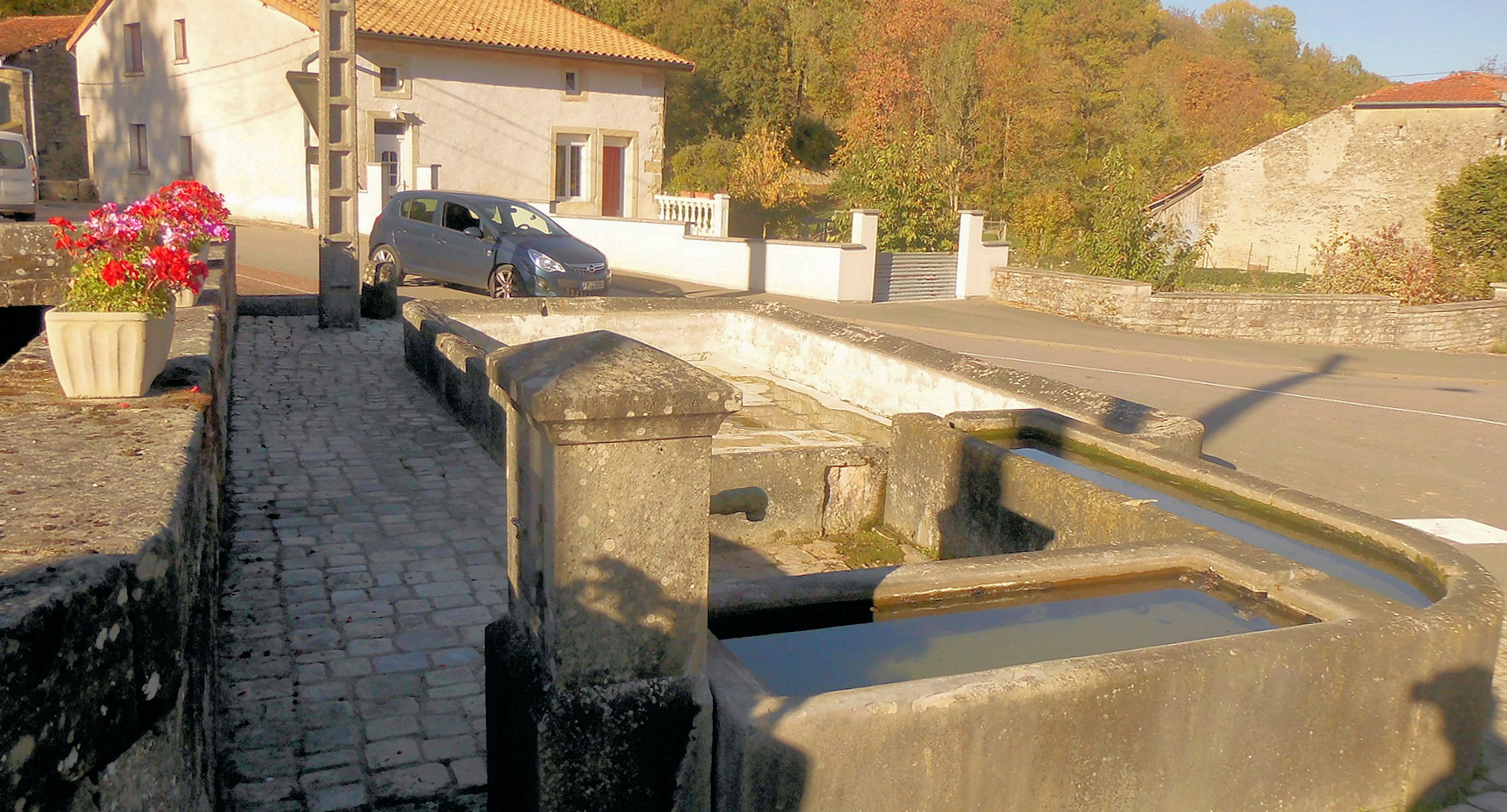
Waschplatz an der Rue du Heuyon
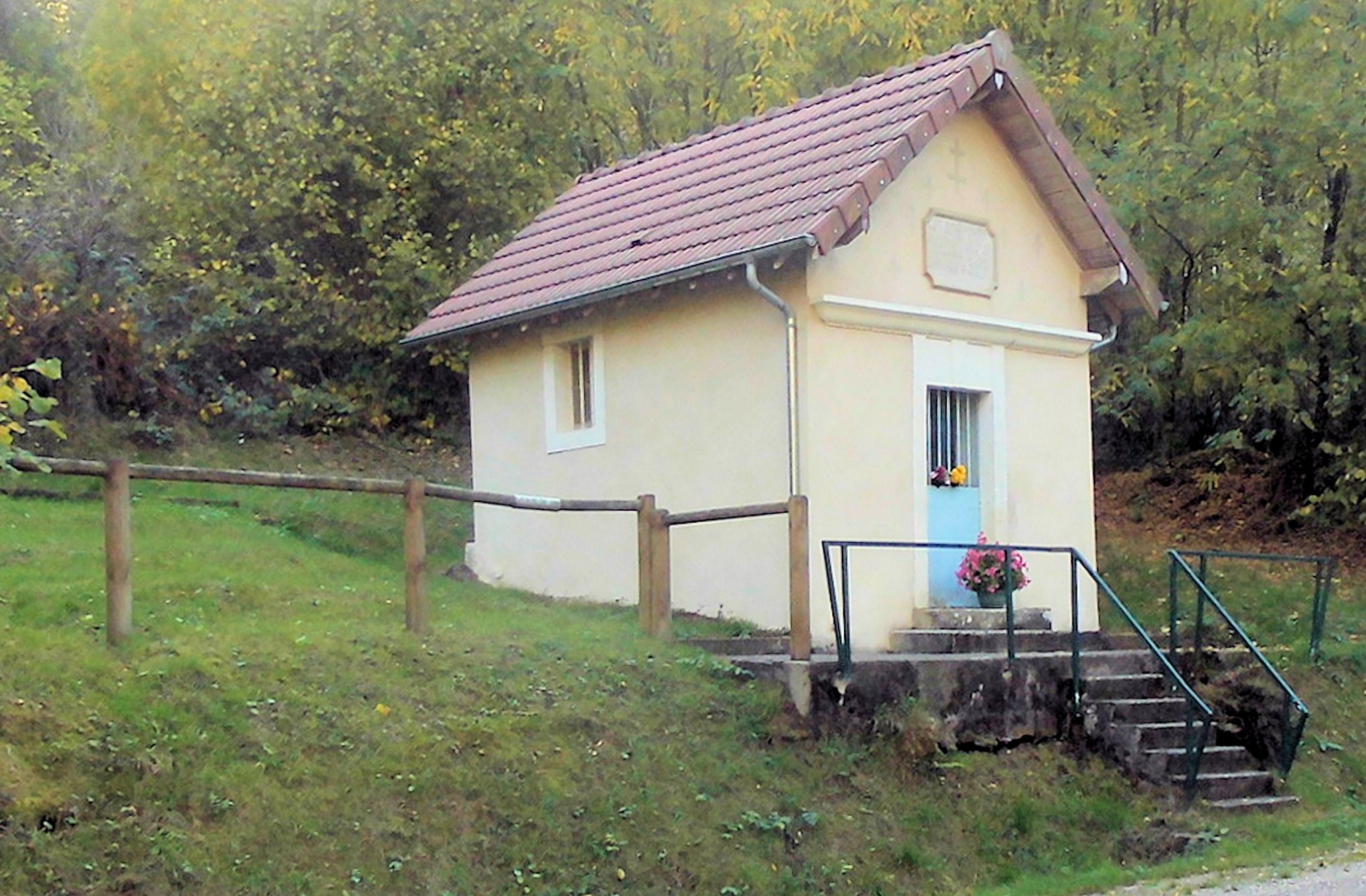
Kapelle Notre-Dame-de-Deuilly
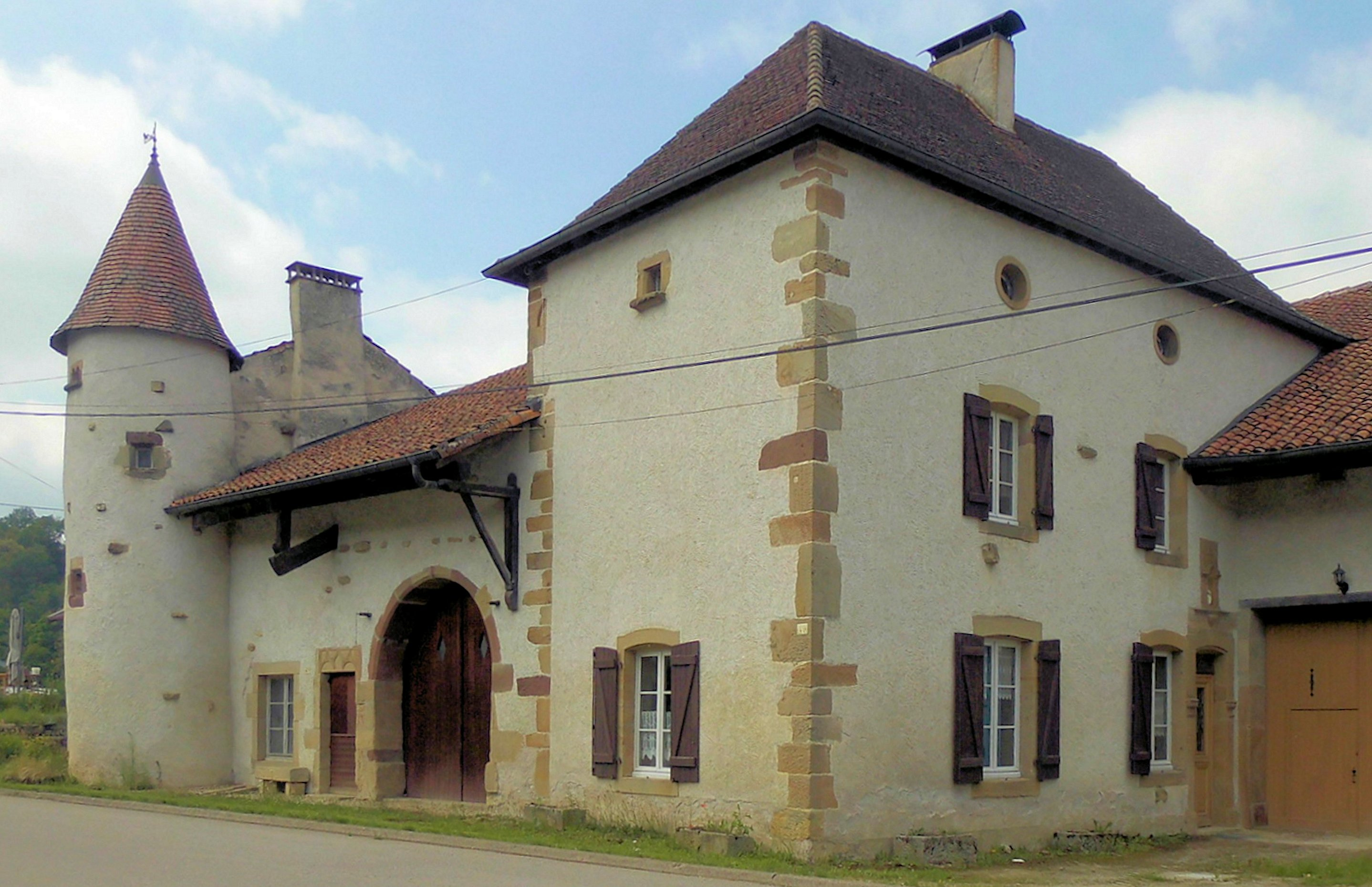
Herrenhaus „Maison Barthélemy“

## Wirtschaft und Infrastruktur
In der Gemeinde sind zehn Landwirtschaftsbetriebe ansässig (Getreideanbau, Milchwirtschaft, Zucht von Rindern, Schafen und Ziegen).

## Belege
1. ↑  Serécourt auf cassini.ehess
2. ↑  Serécourt auf insee.fr
3. ↑  Landwirtschaftsbetriebe auf annuaire-mairie.fr (französisch)